# Магон II
Магон II — военачальник и суффет (правитель) Карфагена, действовавший с 396 до н. э. по 375  до н. э. Стал правителем после самоубийства Гимилькона II в 396 до н. э. Он проявил себя во время войны с греками за Сицилию, которые под руководством Дионисия Сиракузского победили его предшественника. В это время было подавлен восстание в Ливии и заключен мир с Сиракузами.

Города Сицилии и Южной Италии

## Биография

### Личность Магона
По мнению ряда ученых, Магон был членом династии Магонидов. В 398 году до н.э известен наварх Гимилькона — Магон. Гимилькон наступая на Катану, командовал сухопутными войсками, а Магон морскими. Дионисий, узнав о том, что Магон прибывает к Катане раньше, решил разбить войска карфагенян по частям. Сицилийцы имели преимущество на суше, но «500 кораблей пунов» были атакованы флотом Лепина. Карфагеняне, разбив греков, уничтожили «более 100 кораблей». Благодаря этой победе Гимилькон смог начать осаду Сиракуз.
В 395 году до н.э некий Магон стал командовать карфагенянами в Сицилии. Не ясно, были ли наварх и полководец одним человеком или разными. Но высока вероятность что речь у Диодора идет об одном лице.

### Внутренние дела Карфагена при Магоне
После поражения Гимилькона Магонида под Сиракузами обострились противоречия внутри Карфагена: от него отпали африканские владения, началась борьба группировок. Большое войско ливийцев и рабов (по словам Диодора 200 тысяч) захватило город Тунет и угрожало самому Карфагену. Гамилькон, обвиняемый в святотатстве, покончил с собой. Карфагеняне, считавшие что прогневали греческих богинь, сначала небольшими группами, а потом ввели культ Коры и Деметры. По мнению Циркина, введение этих культов было направлено против Магонидов. Карфагеняне, получавшие припасы морем из Сардинии, смогли восстановить своё войско. А за счет подкупа части восставших удалось внести раскол в их ряды, и восстание было подавлено.
Но в 379 году до н. э. после эпидемии Карфаген вновь ослаб. Снова отпали ливийцы и сардинцы, и началась новая борьба за власть. В результате этой борьбы, по мнению ученых, от власти были оттеснены Магониды. Но Магон (именуемый II) и его сын (называемый историками Магон III) фигурируют в источниках в 375 году до н. э.

### Борьба за Сицилию
Магон, став главным полководцем карфагенян на Сицилии, стал укреплять отношения с подвластными городами и заключил союзы с сикулами. Магон, восстановив силы карфагенян, напал на владения Мессены. После разорения округи и захвата большой добычи он отошел в лагерь к Абакенам, которые были с ним в союзе. К Абакену подошел Дионисий с армией, и после ожесточенного сражение Дионисий одержал победу. Карфагеняне, потеряв более 800 человек, бежали в город, а Дионисий отступил в Сиракузы, чтобы продолжить завоевание Сицилии.
Карфагеняне, восстановив силы после катастрофы при Сиракузах, решились восстановить своё положение на Сицилии. Они, собрав боевые корабли и войска, а также наняв наемников в Африке, Сардинии, и Италии, переправили его на Сицилию. В результате под командованием Магона оказалась армия в 80 тысяч. Магон, пройдя через земли сикулов, отнял много городов у сиракузцев. Дойдя до Агириума и разбив лагерь, Магон рассчитывал уговорить Агириса, правителя этого города, перейти на свою сторону. Но тот не соглашался. Напротив, когда Дионисий подошел к городу, то смог убедить Агириса присоединиться к нему в качестве союзника против карфагенян.
Магон, ставший лагерем на вражеской территории и все больше и больше нуждался в поставках, а войска Дионисия снабжались Агирисом едой и всем необходимым. Войска Агириса, хорошо знакомые с местностью, устраивали засады и постоянно тревожили войска карфагенян. Сиракузцы хотели поскорее разбить карфагенян, но Дионисий планировал победить без сражения. Недовольные этим сиракузцы отправились домой. Дионисий для продолжения войны освободил рабов и включил в своё войско. Но после того как карфагеняне направили послов, вернул рабов сиракузцам.
По условиям мира 392 года до н. э. Карфаген утратил большую часть завоеваний, сохранив только западную часть острова. В неё входил Солунт, но не входили Селинунт и Гимера. А Сиракузы подчинили греческие города и союзных Карфагену сикулов. После заключения договора Магон уплыл с Сицилии.
В 382 году до н. э. Дионисий, опираясь на бывших союзников Карфагена на Сицилии, пытался захватить весь остров. Он подбил ряд городов, подчинявшихся Карфагену, к мятежу, а после него присоединил к себе. Карфагеняне направили к Дионисию послов и попросили вернуть города, а когда он не обратил на них внимания, заключили антисиракузский союз с италийскими греками.
Призвав большое количество юношей в армию, а также наняв большое количество наемников, двинули многие десятки тысяч солдат на Сицилию и в Италию, планируя вести войну. Полководцем карфагеняне избрали Магона, бывшего на тот момент суффетом Карфагена.
Дионисий тоже разделил свои силы: на одном фронте сражаться против италийских греков, а на другом — против карфагенян. Из многочисленных сражений 11-летней войны Диодор выделяет два сражения: битву при Кабале и сражение при Кронии. В битве при Кибеле карфагеняне были разбиты Дионисием, более десяти тысяч было убито и более пяти тысяч попало в плен. Карфагеняне вместе с Магоном II отступили на холм, хорошо укрепленный, но лишенный воды. После гибели Магона II карфагеняне запросили мира. Но Дионисий потребовал уйти из всех городов Сицилии и оплатить военные расходы.
Карфагеняне, сочтя ответ грубым и высокомерным, пошли на хитрость. Сделав вид, что согласны, они попросили Дионисия о перемирии на несколько дней, чтобы они могли обсудить этот вопрос о передаче городов с правительством. Дионисий с радостью согласился. Карфагеняне, устроив Магону II великолепные похороны, передали командование армией его сыну. Сын Магон III, использовал весь период перемирия, муштруя и обучая свои войска, и в итоге сделал армию послушной и умелой. После истечения перемирия произошло сражение при Кронии, в котором греки Дионисия были разбиты.
Магон III в 371 году до н. э. заключил мир, по которому Карфаген получил почти половину Сицилии.